# Trachelyopterus galeatus
Trachelyopterus galeatus is een straalvinnige vissensoort uit de familie van de houtmeervallen (Auchenipteridae). De wetenschappelijke naam werd gepubliceerd in 1766 door Carl Linnaeus.